# Thomas Moeckel
Thomas Moeckel (* 22. Februar 1950 in Basel) ist ein Schweizer Jazzmusiker (Gitarre, Trompete, Flügelhorn).

## Leben und Wirken
Moeckel stammt aus einer musikalischen Familie; seine Eltern sind die klassische Sängerin Ella Moeckel und der Komponist und Orchesterleiter Hans Moeckel. Thomas Moeckel trat bereits während seines Studiums zwischen 1969 und 1971 erfolgreich beim Jazz Festival Zürich auf, zunächst mit der R&B-Band „Souldiers“, 1970 sowohl mit „Step Out with Soul Jazz“ als auch mit der „Jazz Rock Experience“, 1971 mit „Caleidoscope“ und „Step Out with Soul Jazz“. Als Berufsmusiker arbeitete er anschliessend zunächst mit der Big Band und kleineren Formationen von Schweizer Radio DRS, wo er auch arrangierte und komponierte. Später war er für Harald Banter und den WDR tätig. Er spielte mit Dennis Armitage, Tony Scott, Charles Tolliver, Sal Nistico, Eugen Cicero, Hazy Osterwald, Toots Thielemans, Stéphane Grappelli, Oscar Klein, Remo Rau, Riccardo Del Fra, Enrico Rava, Glenn Ferris, Herbie Mann, Kurt Weil, Victor Burghardt sowie Charly Antolini. Weiterhin wirkte er als Sideman von Shirley Bassey, Bill Ramsey, Dany Doriz, Sangoma Everett, Andy Lüscher oder Othella Dallas. 2003 und 2005 leitete er eine erfolgreiche Konzertreihe in San Francisco.
Moeckel arbeitete als Studiomusiker und in Theaterproduktionen wie Kiss Me, Kate oder Jesus Christ Superstar, aber auch bei der Aufführung von Bühnenwerken von Hans Werner Henze oder Kurt Weill. Als Arrangeur und Komponist wirkte Moeckel auch für Theater und Film. Zeitweilig war er Lehrer an der Swiss Jazz School in Bern.

## Preise und Auszeichnungen
Auf dem Jazzfestival Zürich gewann Moeckel 1969, 1970 und 1971 mehrere Auszeichnungen als Solist und mit seinen Gruppen. 1999 und 2000 erhielt er den Chrysler Jazz Poll.

## Diskographische Hinweise
- My Funny Valentine (Mons, 1994)
- Seasons (Brambus, 1999)
- The Nearness Of You (Turicaphon 2007, mit Dominik Schürmann und Stephan Felber)

## Lexigraphische Einträge
- Martin Kunzler: Jazz-Lexikon. Band 2: M–Z (= rororo-Sachbuch. Bd. 16513). 2. Auflage. Rowohlt, Reinbek bei Hamburg 2004, ISBN 3-499-16513-9.
- Bruno Spoerri: Biografisches Lexikon des Schweizer Jazz.